# Neide Fraga
Neide Hor-Meyll Fraga (São Paulo, 17 de dezembro de 1924 – Rio de Janeiro, 14 de dezembro de 1987) foi uma cantora brasileira.
Deu início sua carreira artística em 1942, no programa de calouros Hora da Peneira, da Rádio Cultura, de São Paulo, que também chegou a trabalhar nos programas matinas da Rádio Cruzeiro do Sul.
Trabalhou para TV Bandeirantes e TV Record.
Seu primeiro disco foi gravado em 1950 no selo Elite-Especial, contendo a toada "Triste Adeus" (de Rômulo Pais) e o baião "Eh! Boi!..." (de Hervé Cordovil). Mas seus maiores sucessos veio como contratada pela Odeon: "Quando Alguém Vai Embora" (de Ciro Monteiro e Dias Cruz); "Bangalô de Chocolate" (de Macedo Guedes e Miranda Alves); e "Minha Infância" (de Hervé Cordovil e Marisa Pinto Coelho).
Ainda em 1950, recebeu o prêmio Roquette Pinto.